# Karl-Heinz Hense
Karl-Heinz Hense (* 30. Januar 1946 in Lingen (Ems); † 1. Juli 2021; Pseudonym auch: Jan Marthens) war ein deutscher Schriftsteller und Journalist, der hauptberuflich vor allem in der Politischen Bildung tätig war.

## Leben
Hense studierte Philosophie und Germanistik an der Universität Münster und promovierte 1999 zum Dr. phil. Er arbeitete in Oldenburg, Köln, Brüssel und Berlin. Er schrieb Lieder, Romane, Erzählungen, Lyrik und Essays und hatte Auftritte als Musiker. 1984 bis 1992 war er Redaktionsleiter der Zeitschrift „liberal – Vierteljahreshefte für Politik und Kultur“. Hense war seit 1994 ständiger Mitarbeiter der Zeitschrift „Mut – Forum für Kultur, Politik und Geschichte“. Von 2001 bis 2009 war Karl-Heinz Hense Leiter des Bereiches Politische Bildung und Begabtenförderung sowie der Theodor-Heuss-Akademie (Gummersbach) bei der Friedrich-Naumann-Stiftung für die Freiheit. Zuletzt lebte er als Schriftsteller und Journalist in Monschau (Eifel) und Brüssel.

## Veröffentlichungen (Auswahl)
- Texte. Prosa und Lyrik. Köln: Eigenverlag Karl-Heinz Hense 1980. 95 Seiten.
- Eine Karriere in Deutschland. Roman. Basel: Cornfeld 1985. 219 Seiten.
- Nicht brav und nicht konform. Erfahrungen aus der Zusammenarbeit mit Schüler- und Jugendzeitungen. (Hrsg.). St. Augustin: liberal Verlag 1985. 119 Seiten.
- Genforschung und Genmanipulation. Dokumentation eines Fachgespräches sowie Stellungnahmen und Materialien. (Hrsg. Friedrich-Naumann-Stiftung). (Red./Bearb.). München: Schweitzer 1985. 179 Seiten.
- Biotechnik und Gentechnologie – Freiheitsrisiko oder Zukunftschance? Dokumentation eines Fachkongresses am 7. und 8. Januar 1985 (Hrsg. Friedrich-Naumann Stiftung). (Red./Bearb.). München: Schweitzer 1985. 194 Seiten.
- Was sind das für Zeiten. Lieder aus zwanzig Jahren. Krefeld: Magenta 1990. 85 Seiten. (Liedertexte mit Noten und Gitarreakkorden).
- Die Adern des Marmor. Roman. Remscheid: Kierdorf 1987. 280 Seiten.
- Feindbilder. Roman. Frankfurt: Haag und Herchen 11/1991. 364 Seiten.
- Kleine Welten. Prosa und Lyrik. Krefeld: Magenta 4/1992. 118 Seiten.
- Dokumentation Europäische Ausländer- und Asylpolitik. (Redaktion/Bearbeitung). Hrsg. Friedrich-Naumann-Stiftung. St. Augustin: Comdok Verlagsabteilung 5/1992. 277 Seiten.
- Schluck und Gebetbuch. Satiren aus dem Emsland. Lingen: Verlag R. van Acken 11/1993. 140 Seiten.
- Haus aus Zeit. Ein Gedicht. München: Almanach Edition März 1997. 77 Seiten.
- Die zweite Unschuld. Roman. München: Almanach Edition 1999. 260 Seiten. Neuauflage: Monschau 2000. Book on Demand.
- Glück und Skepsis – Ludwig Marcuses Philosophie des Humanismus. Würzburg: Königshausen & Neumann 2000. 165 Seiten.
- Leitbild oder Erinnerungsort? Neue Beiträge zu Walther Rathenau. (Hrsg. mit Martin Sabrow). Berlin: Berliner Wissenschaftsverlag 2003. 134 Seiten.
- Herbstlicht. Roman. Würzburg: Königshausen & Neumann 1/2005. 270 Seiten.
- Zeitgestade Stationen. Würzburg: Königshausen & Neumann 1/2007. 85 Seiten.
- Die andere Unschuld. Roman. Oldenburg: Schardt Verlag 1/2011. 242 Seiten.
- Liberale Kulturpolitik. Mit einem Vorwort von Wolfgang Gerhardt. Berlin: liberal Verlag 2011. 288 Seiten.
- Zwei Schüsse. Roman. Aachen: Shaker Media 2/2012. 362 Seiten.
- Zodiak - 13 himmlische Geschichten. Aachen: Shaker Media 2013. 278 Seiten.
- Schmierentheater. Roman. Aachen: Shaker Media 2015. 256 Seiten.
- Schattenmann. Erzählung. Aachen: Shaker Media 2017. 156 Seiten.

### Unter Pseudonym Jan Marthens
- Das Komplott. Roman. Paderborn: Igel Verlag Literatur 1993. 254 Seiten.
- Krebsgang. Musikerroman. Paderborn: Igel Verlag Literatur 5/1994. 157 Seiten.
- Glücksache. Emsland-Roman. Paderborn: Igel Verlag Literatur 6/1995. 239 Seiten.

### Tonträger (Auswahl)
- lieder aus eigener schreibe. Köln: Liberales Zentrum 1980 (Eine Langspielplatte mit Textbeilage).
- Demokratische Lieder. (Gemeinsam mit Gernot von Baer). Köln und Stuttgart: Liberales Zentrum 1982 (Zwei Langspielplatten mit Textbeilagen).
- Würfelspiel. (Gemeinsam mit Gernot von Baer und Micky Schmid). Oldenburg: Liberaler Club 1984 (Eine Langspielplatte mit Textbeilage).
- Widerspenstige Lieder. (CD gemeinsam mit Gernot von Baer). Köln und Stuttgart 10/2006.

### Zeitschriftenbeiträge (Auswahl)
- John Stuart Mill’s Theorie und die Gegenwart. In: Über Freiheit. Hrsg. Jens Harms. Frankfurt: Haag + Herchen 1984. Seite 243–255.
- Walther Rathenau - ein Leben im Widerspruch. In: liberal – Vierteljahreshefte für Politik und Kultur. St. Augustin: Comdok Verlagsabteilung 4/1986 (November). Seite 111–121.
- Harry Graf Kessler - eine biographische Skizze. In: liberal. St. Augustin 3/1988 (August). Seite 127–134.
- Unaufhaltsam nach rechts? - Ortungen im deutschsprachigen Feuilleton. In: vorgänge – Zeitschrift für Bürgerrechte und Gesellschaftspolitik, Nr. 127. Opladen: Leske + Budrich, September 1994. S. 1–7.
- Interview mit Lord Ralf Dahrendorf: Die Bürgernation als Offene Gesellschaft. In: Mut – Forum für Kultur, Politik und Geschichte, Nr. 335. Asendorf, Juli 1995. Seite 6–18.
- Eine Lanze für die Kinks. In: Mut, Nr. 371. Asendorf, Juli 1998. Seite 72–77.
- Ein Pazifist, zu Unrecht vergessen. Zum 75. Jahrestag der Friedensnobelpreis-Verleihung an Ludwig Quidde. In: vorgänge, Nr. 159. Opladen, September 2002. Seite 97–105.
- Von der tätigen Freiheit. Ralf Dahrendorf zum 75. Geburtstag. In: Mut, Nr. 441. Asendorf, Mai 2004. Seite 54–59.
- Tramp, Harlekin und Poet. Über Bob Dylan. In: Mut, Nr. 471. Asendorf, November 2006. Seite 69–77.
- Im Zweifel für die Freiheit. In: Mut, Nr. 486. Asendorf, Februar 2008. Seite 18–25.
- Humorist wider Willen. Das Leben des Wilhelm Busch. In: Mut, Nr. 492. Asendorf, August 2008. Seite 86–95.
- Du bist dem aufblühenden Bürgerthum eine warme Sonne – Zum 160. Todestag des liberalen Demokraten Robert Blum. In: Mut, Nr. 495. Asendorf, November 2008. Seite 63–71.
- Vom liberalen Geist unserer Verfassung. In: Mut, Nr. 508. Asendorf, Januar 2010. Seite 68–75.
- Kultur und Freiheit - Das liberale Fundament pluraler Demokratie. In: Mut, Nr. 515. Asendorf, September 2010. Seite 54–76.
- Zum 40. Todestag des skeptischen Humanisten Ludwig Marcuse. In: Scheidewege – Jahresschrift für skeptisches Denken. Reutlingen, Jg. 2011/2012. Seite 264–276.
- Kultur und Religion. In: Mut, Nr. 549. Asendorf, Oktober 2013. Seite 64–81.
- Liberalismus und Lebenschancen – Von Kant zu Popper und Dahrendorf. In: Mut, Nr. 569. Asendorf, Juli/August 2015. Seite 82–95.